# Michael Herren

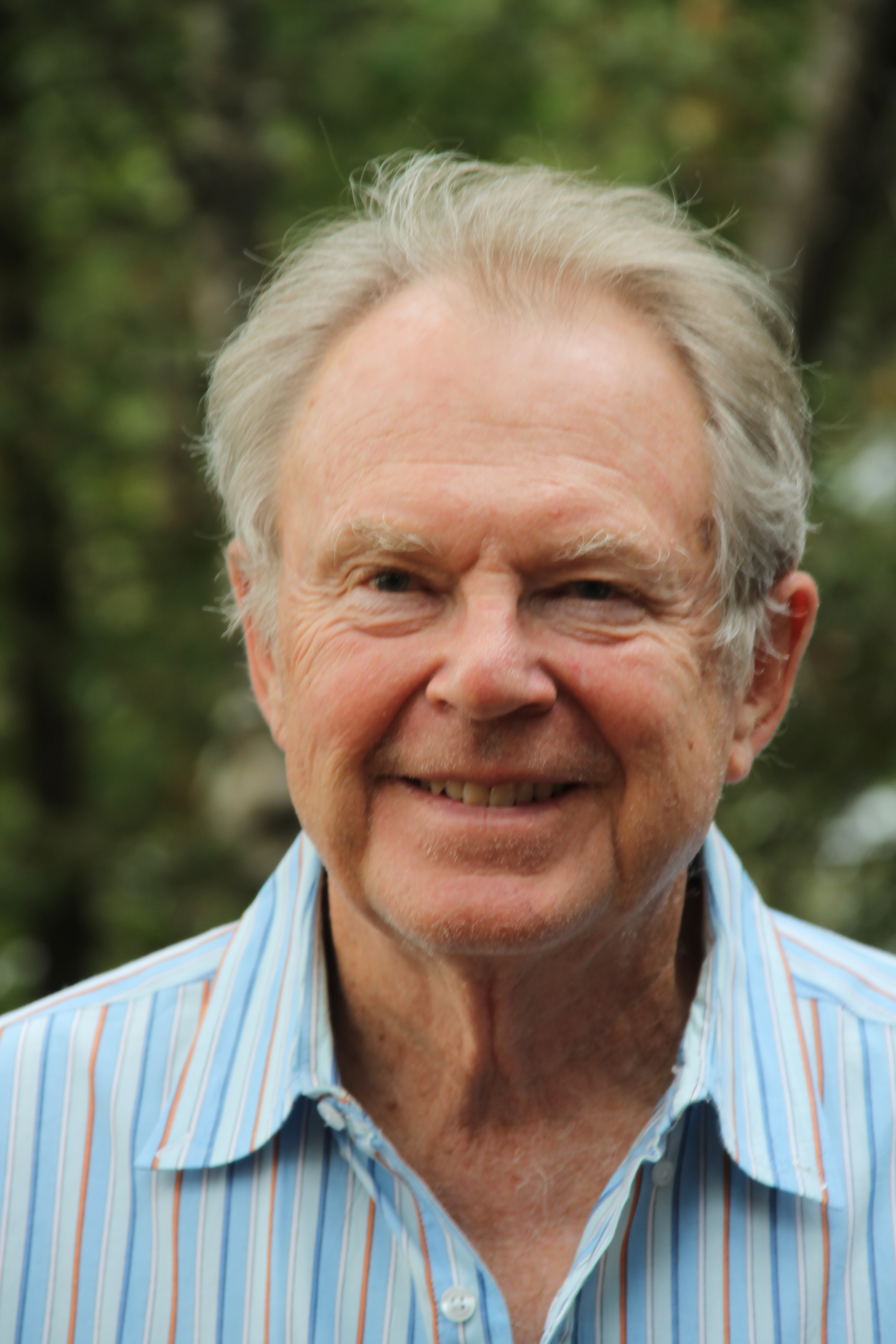
Michael W. Herren

Michael Wayne Herren (* 15. Dezember 1940 in Santa Ana, Kalifornien) ist ein kanadischer Klassischer und Mittellateinischer Philologe. Er lehrte fast vier Jahrzehnte er an der York University in Toronto, wo er zuletzt als Distinguished Research Professor für Geschichte und Klassische Philologie tätig war. 
Herren erwarb 1962 seinen Bachelor of Arts in Geisteswissenschaften mit dem Schwerpunkt Philosophie am Claremont McKenna College. Im Jahr 1967 schloss er sein weiterführendes Studium mit dem „Licentiate in Medieval Studies“ (Licentiatus Mediae Aetatis Studiorum) in den Fachbereichen Latein und Paläografie am Pontifical Institute of Mediaeval Studies in Toronto ab. 1969 promovierte Herren an der University of Toronto mit einem Kommentar zur Hisperica Famina in Klassischer Philologie.
An der York University, an der Herren knapp vier Jahrzehnt lehrte, gründete er das Program in Classical Studies am Atkinson College. Er unterrichtete in zahlreichen Kursen in den Bereichen der Geisteswissenschaften sowie der griechischen und lateinischen Literatur. In den letzten fünfzehn Jahren seiner Vollzeitlehrtätigkeit betreute er außerdem Doktoranden im Graduiertenprogramm für Mittelalterstudien an der Universität Toronto. An der York University bekleidete dort zuletzt die Position des Distinguished Research Professor für Geschichte und Klassische Philologie. Auch nach seiner Emeritierung im Jahr 2006 bleibt Herren eine zentrale Figur in der akademischen Auseinandersetzung mit der klassischen Tradition und deren Rezeption im mittelalterlichen Westeuropa.
Im Jahr 1991 gründete Michael W. Herren das Journal of Medieval Latin, das schnell zu einer führenden Fachzeitschrift auf dem Gebiet der lateinischen Literatur des Mittelalters wurde. Darüber hinaus war er Mitbegründer zugehörigen Reihe Publications of the Journal of Medieval Latin, die seit 2001 erscheint. Ein weiteres wichtiges Projekt, das er ins Leben rief, ist das Epinal-Erfurt Glossary Editing Project, das eine kritische Edition eines lateinisch-altenglischen Wörterbuchs aus dem siebten Jahrhundert zum Ziel hat. Herren ist mit der Kunsthistorikerin Shirley Ann Brown verheiratet, die bis zu ihrer Emeritierung ebenfalls an der York University lehrte.

## Ehrungen und Auszeichnungen
Herren hat zahlreiche bedeutende Auszeichnungen und Stipendien für seine Forschungsarbeit erhalten. Dazu gehören unter anderem:
- Humboldt-Forschungspreis (2013),
- Konrad-Adenauer-Preis der Royal Society of Canada (2003),
- Guggenheim Fellowship (1998),
- Killam Research Fellowship (1995).

Herren wurde 1999 zum Fellow der Royal Society of Canada ernannt, 2002 zum Ehrenmitglied der Royal Irish Academy und 2010 zum Fellow der Medieval Academy of America. Zwei Festschriften, eine zu seinem 65. Geburtstag aus dem Jahr 2006 und eine weitere zu seinem 80. Geburtstag aus dem Jahr 2021, ehren seine wissenschaftlichen Leistungen und seine maßgeblichen Beiträge zur Klassischen Philologie und Mediävistik.

## Schriften in Auswahl
Michael Herren hat im Laufe seiner akademischen Laufbahn hunderte Aufsätze und Monographien publiziert. Im Folgenden findet sich eine Auswahl wichtiger Arbeiten.
Monographien
- The Anatomy of Myth. The Art of Interpretation from the Presocratics to the Church Fathers, New York 2017.
- The Cosmography of Aethicus Ister. Edition, Translation and Commentary, Turnhout 2011.
- (Mit Michael Lapidge): Aldhelm. The Prose Works, Woodbridge 2009.
- (Mit Shirley Ann Brown): Christ in Celtic Christianity Britain and Ireland from the Fifth to the Tenth Century, Woodbridge [u. a.] 2002.
- Iohannis Scotti Erivgenae Carmina, Dublin 1993.
- Hisperica Famina II. Related Poems, Toronto, 1987.
- Hisperica Famina I. The A-Text, Toronto, 1974.

Herausgeberschaft von Sammelbänden
- Latin Letters in early Christian Ireland, Aldershot [u. a.] 1996, − Sammlung eigener Aufsätze.
- (Mit Shirley Ann Brown): The Sacred Nectar of the Greeks: the Study of Greek in the West in the Early Middle Ages, London 1988.
- Insular Latin Studies. Papers on Latin texts and manuscripts of the British Isles: 550–1066, Toronto 1981.

Aufsätze
- Philology and Mercury after the Wedding. Truth and Fiction in Three Didactic Works. In: Crafting Knowledge in the Early Medieval Book. Practices of Collecting and Concealing in the Latin West, hrsg. v. Sinéad O’Sullivan & Ciaran Arthur, Turnhout 2023, S. 115–53.
- The Classical Canon and its Uses in Late Late Antiquity. 600–775 CE. In: Journal of Late Antiquity, Bd. 16 (2023), S. 477–519.
- P. Édouard Jeauneau (14 August 1924 - 10 December 2019). In: Peritia, Bd. 30 (2019), S. 245–48.
- Comedy, Irony, and Philosophy in the Late Late Antique Prosimetra. Menippean Satire from the Fifth to the Tenth Century. In: The Journal of Medieval Latin, Bd. 28 (2018), S. 241–75.
- (Mit Hans Sauer): Towards a New Edition of the Épinal-Erfurt Glossary: A Sample. In: The Journal of Medieval Latin, Bd. 26 (2016), S. 125–198.
- Classical Exegesis – from Theagenes of Rhegium to Bernard Silvestris. In: Florilegium, Bd. 30 (2013), S. 59–102.
- John Scottus and Greek Mythology. Reprising an Ancient Hermeneutic in the Paris Commentary on Martianus Capella. In: The Journal of Medieval Latin, Bd. 22 (2012), S. 95–116.
- The Cosmography of Aethicus Ister and Ancient Travel Literature. In: The World of Travellers. Exploration and Imagination, hrsg. v. Kees Dekker [u. a.], Löwen [u. a.] 2009, 5–30.
- The “Cosmography” of Aethicus Ister – Speculations about its date, provenance, and audience. In: Nova de veteribus. Mittel- und neulateinische Studien für Paul Gerhard Schmidt, hrsg. v. Andreas Bihrer & Elisabeth Stein, München/Leipzig 2004, S. 79–102.
- The “Greek Element” in the “Cosmographia” of Aethicus Ister. In: The Journal of Medieval Latin, Bd. 11 (2001), S. 184–200.
- The Earliest European Study of Graeco-Roman Mythology (A.D. 600–900). In: Acta Classica Universitatis Scientiarum Debreceniensis, Bd. 34/35 (1998/99), S. 25–49.
- The Transmission and Reception of Graeco-Roman Mythology in Anglo-Saxon England, 670–800. In: Anglo-Saxon England, Bd. 27 (1998), S. 87–103.
- (Mit Patrick T.R. Gray): Columbanus and the Three Chapters Controversy – A New Approach. In: The Journal of Theological Studies, NS Bd. 45, 1994, S. 160–70.
- Wozu diente die Fälschung der Kosmographie des Aethicus? In: Lateinische Kultur im VIII. Jahrhundert. Traube-Gedenkschrift, hrsg. v. Albert Lehner & Walter Berschin, St. Ottilien 1989, S. 145–59.
- Sprachliche Eigentümlichkeiten in den hibernolateinischen Texten des 7. und 8. Jahrhunderts. In: Die Iren und Europa im früheren Mittelalter, Tbd. I, hrsg. v. Heinz Löwe, Stuttgart 1982, S. 425–33.